# Mine de Tenke Fungurume
Tenke Fungurume Mining SA (TFM SA) est l’un des plus grands producteurs de cuivre et cobalt, dont les mines et installations de traitement sont situées dans la ceinture cuprifère africaine en République démocratique du Congo.

## Historique
La société SMTF (Société minière de Tenke Fungurume) a mis fin à ces opérations vers les années 1977-78. Ses activités sont quasi nulles dû à un manque d'adaptation de ses technologies aux conditions géologiques et métallurgiques des gisements de cuivre et de cobalt de ses concessions.
Une nouvelle société a repris les concessions de Tenke et Fungurume en 1996 et s'appelle Tenke Fungurume Mining. La société Tenke Fungurume Mining SA était détenue à l'origine par Phelps Dodge : 57.75 % ; Tenke Mining Corp. : 24.75 % ; et Gécamines : 17.5 %. Freeport-McMoRan et Phelps Dodge ont fusionné le 19 mars 2007. 
En 2006, la structure actionnariale de l'entreprise comprend Freeport McMoRan à 56 %, Lundin Holdings à 24 % et Gécamines à 20 %. 
La construction a commencé fin 2006 et la première cathode de cuivre a été produite en 2009. En 2010, le gouvernement congolais et Freeport McMoRan ont annoncé une conclusion réussie du processus de révision des contrats de TFM.
Le 9 mai 2016 China Molybdenum a annoncé avoir conclu un accord définitif avec Freeport-McMoRan portant sur l'acquisition de sa participation de 56% dans la mine de cuivre et cobalt de Tenke Fungurume. Le prix d’achat convenu était de 2,65 milliards de dollars américains en espèces plus une contrepartie éventuelle pouvant atteindre 120 millions de dollars américains, qui consistait en un paiement de 60 millions de dollars américains si le prix moyen du cuivre réalisé dépassait 3,50 dollars américains la livre et de 60 millions de dollars américains si le prix moyen du cobalt dépassait 20 dollars américains la livre, au cours d’un exercice de deux ans prenant fin le 31 décembre 2019,..
En 2018, China Molybdenum rachète les parts de la société Lundin Mining et devient l’actionnaire principal avec 80 % de parts et la Gécamines y conserve quant à elle 20 %.
En avril 2023, un accord est trouvé entre China Molybdenum et le gouvernement congolais pour permettre d'exporter à nouveau les minerais produits par la mine, après un blocage qui a duré 10 mois, à la suite d'un désaccord financier de royalties à payer par l'exploitant au gouvernement.

## Localisation
Les opérations de TFM sont situées à Fungurume, dans la province du Lualaba, à 180 km au nord-ouest de la ville de Lubumbashi, dans la partie sud-est de la RDC. La concession est d’environ 1 600 kilomètres carrés.